# 勒弗赖斯
勒弗赖斯（法語：Le Fraysse，法語發音：[lə fʁɛs]）是法国奧克西塔尼大區塔恩省的一个市镇，属于阿尔比区。

## 地理
勒弗赖斯（43°53'52"N, 2°25'15"E）面积29.63 平方千米，位于法国奧克西塔尼大區塔恩省，该省份为法国南部内陆省份，北起顺时针与阿韦龙省、埃罗省、奥德省、上加龙省和塔恩-加龙省接壤。
与勒弗赖斯接壤的市镇（或旧市镇、城区）包括：阿尔邦、昂比亚莱、波利内、圣安德烈、阿尔比茹瓦自由城。

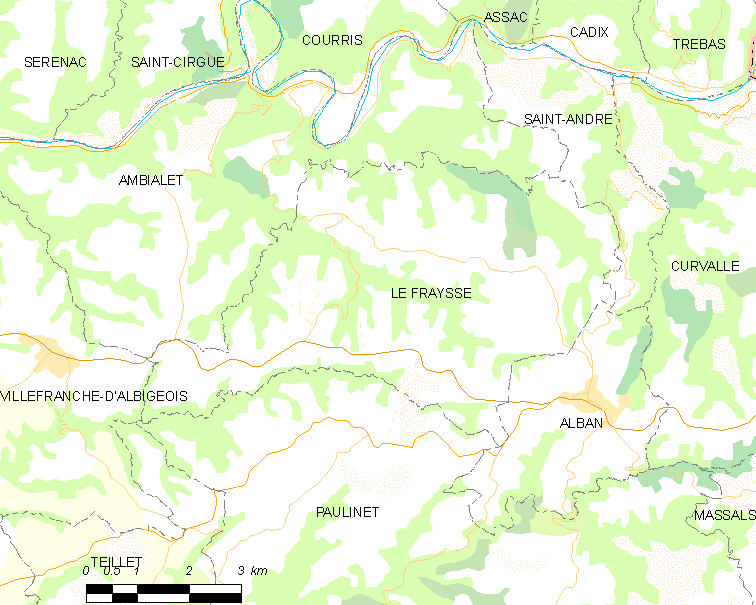
勒弗赖斯的OSM定位图

勒弗赖斯的时区为UTC+01:00、UTC+02:00（夏令时）。

## 行政
勒弗赖斯的邮政编码为81430，INSEE市镇编码为81096。

## 政治
勒弗赖斯所属的省级选区为上达杜县。

## 人口

1962-2008年间勒弗赖斯人口变化图示

勒弗赖斯于2022年1月1日时的人口数量为420人。